# مات هارمون
مات هارمون (بالإنجليزية: Matt Harmon)‏ هو لاعب غولف أمريكي، ولد في 4 أبريل 1985 في غراند هيفن في الولايات المتحدة.

## وصلات خارجية
- مات هارمون على موقع رابطة لاعبي الغولف المحترفين (الإنجليزية)
- مات هارمون على موقع التصنيف العالمي الرسمي للغولف (الإنجليزية)